# 巴赫米爾巴赫河

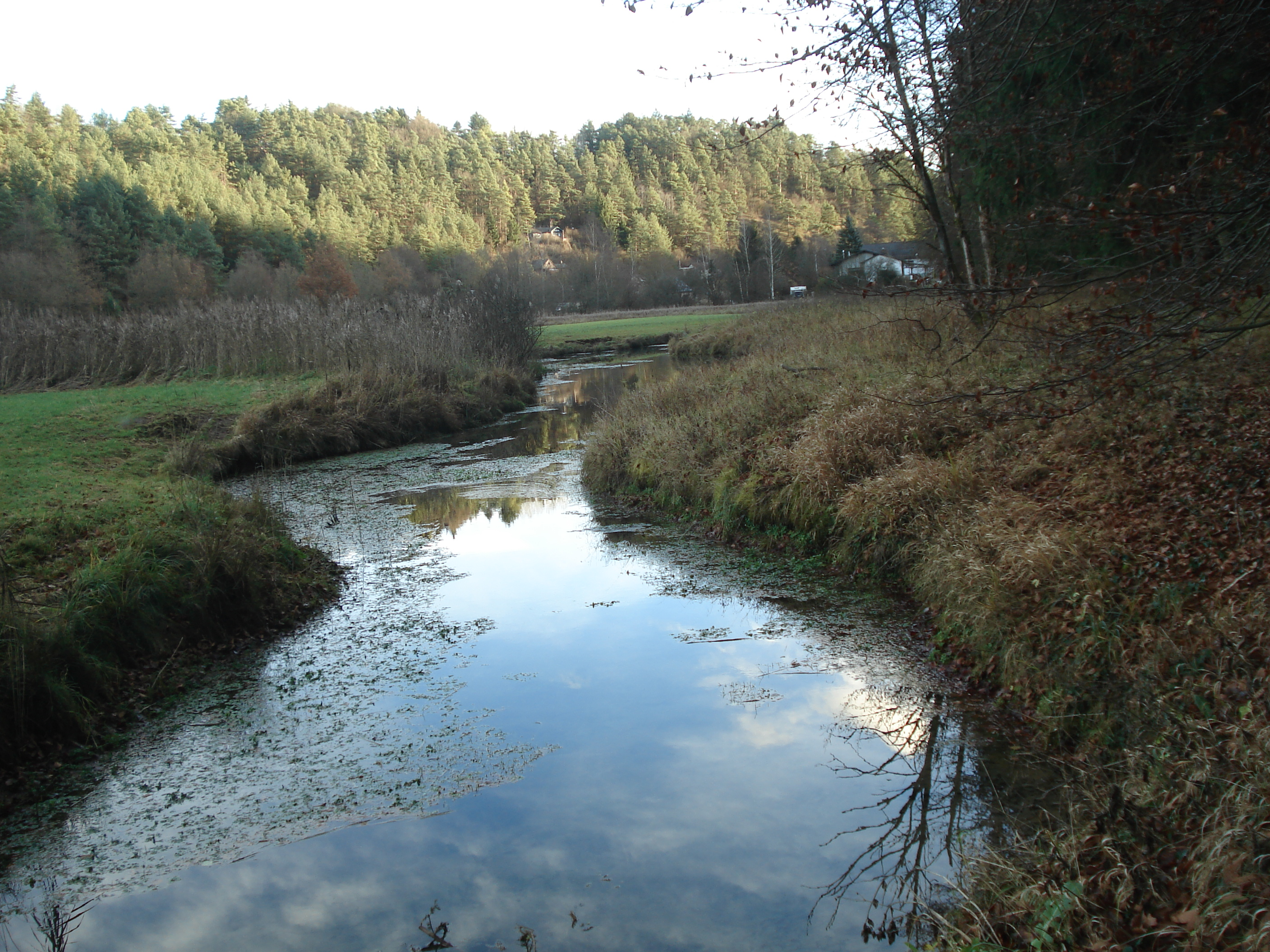

49°2′7.84″N 11°54′2.51″E / 49.0355111°N 11.9006972°E
巴赫米爾巴赫河（德語：Bachmühlbach），是德國的河流，位於該國東南部，由巴伐利亞負責管轄，屬於施瓦策拉伯河的右支流，河道全長2公里，發源自派恩滕。